# 1857
1857 (MDCCCLVII) var ett normalår som började en torsdag i den gregorianska kalendern och ett normalår som började en tisdag i den julianska kalendern.

## Händelser

### Mars
- 4 mars
  - Franklin Pierce efterträds som USA:s president av den förre utrikesministern, James Buchanan.
  - John C. Breckinridge blir USA:s nye vicepresident.
- 14 mars – Öresundstullen, som funnits sedan 1429 och som Sverige erlagt till Danmark sedan 1720, upphävs genom Öresundstraktaten, som sluts i Köpenhamn. De utländska staterna köper sig för alltid fria från tullen, genom att erlägga en avgift på 30,5 miljoner danska riksdaler, av vilka Sverige bidrar med 1,5 miljoner.
- 18 mars – Republiken Maryland uppgår i Liberia.

### April
- 1 april – Öresundstraktaten träder i kraft.[1]

### Maj
- 9 maj – Sepoyupproret bryter ut i Brittiska Indien.
- Maj–juni – USA skickar fler soldater till Nicaragua för att skydda William Walker och hans män från att utsättas för hämnd av de infödda, som han slåss mot.[2]

### Juni
- 6 juni – Prins Oscar (II) gifter sig med Sofia av Nassau.
- 12 juni – Elfrida Andrée avlägger organistexamen som privatist och blir därmed Sveriges första kvinnliga organist.

### Juli
- 13 juli – Frimärket Gul tre skilling banco, som senare kom att bli världens dyraste och mest berömda frimärke, poststämplas i Kopparberg.

### Augusti
- 29 augusti – Järnvägen mellan Örebro och Arboga invigdes. Denna var en del av den planerade Köping–Hults Järnväg.

### September
- 10 september – Det ryska linjeskeppet Lefort förliser i en storm utanför Tyterskär i Finska viken på väg från Reval (dagens Tallinn) till Kronstadt utanför Sankt Petersburg. Samtliga 826 ombordvarande omkommer.
- 14–17 september – Det första skandinaviska kyrkomötet avhålls i Köpenhamn, på initiativ av Frederik Hammerich och med inledning av N.F.S. Grundtvig.

### November
- November–december – USA använder fartygen USS Saratoga, USS Wabash och Fulton för att skydda William Walker från ännu ett attentatsförsök i Nicaragua.[2]

### December

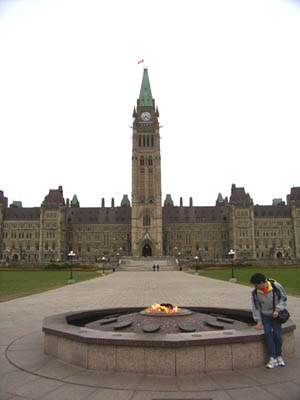
Ottawa

- 31 december – Viktoria I av Storbritannien utser Ottawa till att bli Kanadas huvudstad.

### Okänt datum
- Reuters pressbyrå grundas i England.
- Efter ett svenskt ständerbeslut utsträcks beväringarnas övningstid från tolv till trettio dagar.
- Sveriges finansminister Johan August Gripenstedt håller inför den svenska riksdagen de så kallade blomstermålningarna om Sveriges lysande framtidsutsikter. Syftet är att förmå riksdagen att ta utlandslån för att bygga järnvägarna. Man är tveksam, eftersom Sverige inte har haft någon statsskuld på årtionden.
- Det första sliperiet för framställning av så kallad mekanisk trämassa anläggs vid Trollhättefallen. Papperskvaliteten är dock mycket dålig.
- En telegrafförbindelse upprättas mellan Stockholm och Haparanda.
- Malmös första sjukhus öppnas.
- Stockholms första moderna hotell öppnas vid Gustav Adolfs torg, och drivs av Oscar I:s kökschef, Régis Cadier. Hotellet har tillkommit genom donationer av grosshandlaren Abraham Rydberg, som får låna sitt namn till den klassiska maträtten Biff Rydberg.
- Ett sällskap bildas för att arbeta för införandet av "ni" som tilltalsord i Sverige.
- En nyhet i dammodet kommer till Sverige, nämligen krinolinen.
- En portugisisk diplomat och en engelsman utkämpar en pistolduell i Lill-Jansskogen i Stockholm, varvid "veterligen ingen sårades".
- Stockholms befolkning passerar 100 000 människor.

## Födda

### Första kvartalet

#### Januari
- 12 januari – Knut Ångström, svensk fysiker. (död 1910)

#### Februari
- 12 februari – Eugène Atget, fransk fotograf. (död 1927)
- 22 februari
  - Robert Baden-Powell, brittisk militär, författare och grundare av scoutrörelsen. (död 1941)
  - Heinrich Hertz, tysk fysiker. (död 1894)
- 26 februari
  - Émile Coué, fransk psykolog. (död 1926)
  - Edwin S. Johnson, amerikansk demokratisk politiker, senator 1915–1921. (död 1933)

#### Mars
- 8 mars – Ruggiero Leoncavallo, italiensk operakompositör. (död 1919)
- 9 mars – Richard von Garbe, tysk sanskritist. (död 1927)
- 13 mars – Herbert Plumer, brittisk fältmarskalk. (död 1932)
- 16 mars – Arthur R. Gould, amerikansk republikansk politiker, senator 1926–1931. (död 1946)
- 22 mars – Paul Doumer, fransk politiker, Frankrikes president 1931–1932. (död 1932)
- 26 mars – August Nilsson, svensk tidningsman och riksdagsledamot. (död 1952)

### Andra kvartalet

#### April
- 10 april – Lucien Lévy-Bruhl, fransk antropolog och filosof. (död 1939)
- 19 april – Napoleon B. Broward, amerikansk demokratisk politiker, guvernör i Florida 1905–1909. (död 1910)
- 20 april – Herman Bang, dansk författare och journalist. (död 1912)

#### Maj
- 9 maj – Luigi Illica, italiensk librettist. (död 1919)
- 31 maj – Pius XI, född Ambrogio Damiano Achille Ratti, påve 1922–1939. (död 1939)

#### Juni
- 2 juni
  - Edward Elgar, brittisk kompositör. (död 1934)
  - Karl Gjellerup, dansk författare, nobelpristagare. (död 1919)
- 11 juni – Antoni Grabowski, polsk kemiingenjör, ledande inom Esperanto-rörelsen. (död 1921)

### Tredje kvartalet

#### Juli
- 1 juli – Martha Hughes Cannon, amerikansk politiker. (död 1932)
- 24 juli – Henrik Pontoppidan, dansk författare, nobelpristagare 1917. (död 1943)
- 25 juli – George Pardee, amerikansk läkare och politiker. (död 1941)

#### Augusti
- 2 augusti – Aloys Schulte, tysk historiker. (död 1941)
- 8 augusti – Henry Fairfield Osborn, amerikansk paleontolog och geolog. (död 1935)
- 23 augusti – Lave Beck-Friis, svensk friherre, häradshövding och riksdagsledamot. (död 1931)
- 30 augusti – Alexandra Gripenberg, finländsk kvinnorättsaktivist. (död 1913)

#### September
- 6 september – John B. Kendrick, amerikansk demokratisk politiker, senator 1917–1933. (död 1933)
- 9 september – Ernst Siemerling, tysk läkare. (död 1931)
- 15 september – William Howard Taft, amerikansk politiker, USA:s president 1909–1913. (död 1930)

### Fjärde kvartalet

#### Oktober
- 9 oktober – Ivo Vojnović, kroatisk författare. (död 1929)
- 11 oktober – Hjalmar Westring, svensk ämbetsman och politiker. (död 1926)
- 13 oktober – Alfred Berg, svensk tonsättare och dirigent. (död 1929)
- 20 oktober – Charles N. Herreid, amerikansk republikansk politiker, guvernör i South Dakota 1901–1905. (död 1928)
- 27 oktober – Ernst Trygger, svensk professor och politiker, Sveriges statsminister 1923–1924. (död 1943)
- 30 oktober – Axel Munthe, svensk läkare och författare, författare till Boken om San Michele. (död 1949)

#### November
- 17 november – Joseph Babinski, fransk neurolog. (död 1932)

#### December
- 1 december – Samuel M. Ralston, amerikansk demokratisk politiker, senator 1923–1925. (död 1925)
- 3 december – Joseph Conrad, polskfödd brittisk författare. (död 1924)
- 16 december – Edward Barnard, amerikansk astronom. (död 1923)
- 18 december – William V. Sullivan, amerikansk advokat och politiker, senator 1898–1901. (död 1918)
- 30 december – Henning Hammarlund, svensk urmakare och fabrikör. (död 1922)

## Avlidna

### Första kvartalet

#### Januari
- 4 januari – Georg Carstensen, 44, dansk militär och publicist.
- 6 januari – Albert Schwegler, 37, tysk teolog och filosof.
- 15 januari – Samuel Prentiss, 74, amerikansk politiker och jurist, senator 1831–1842.
- 21 januari – Franz Krüger, 59, tysk målare.
- 25 januari – Andrew Stevenson, 73, amerikansk politiker och diplomat.
- 27 januari
  - Preston Brooks, 37, amerikansk politiker.
  - Dorothea von Lieven, 71, politiskt aktiv rysk furstinna.

#### Februari
- 5 februari – William Duhurst Merrick, 63, amerikansk politiker, senator 1838–1845.
- 6 februari – Holger Christian Reedtz, 56, dansk politiker.
- 7 februari – Félix de Mérode, 65, belgisk politiker.
- 15 februari – Michail Glinka, 52, rysk kompositör.

#### Mars
- 9 mars – Domenico Savio, 14, italiensk yngling och bekännare; helgon (1954).

### Andra kvartalet

#### April
- 20 april – Benjamin Tappan, 83, amerikansk demokratisk politiker, senator 1839–1845.

#### Maj

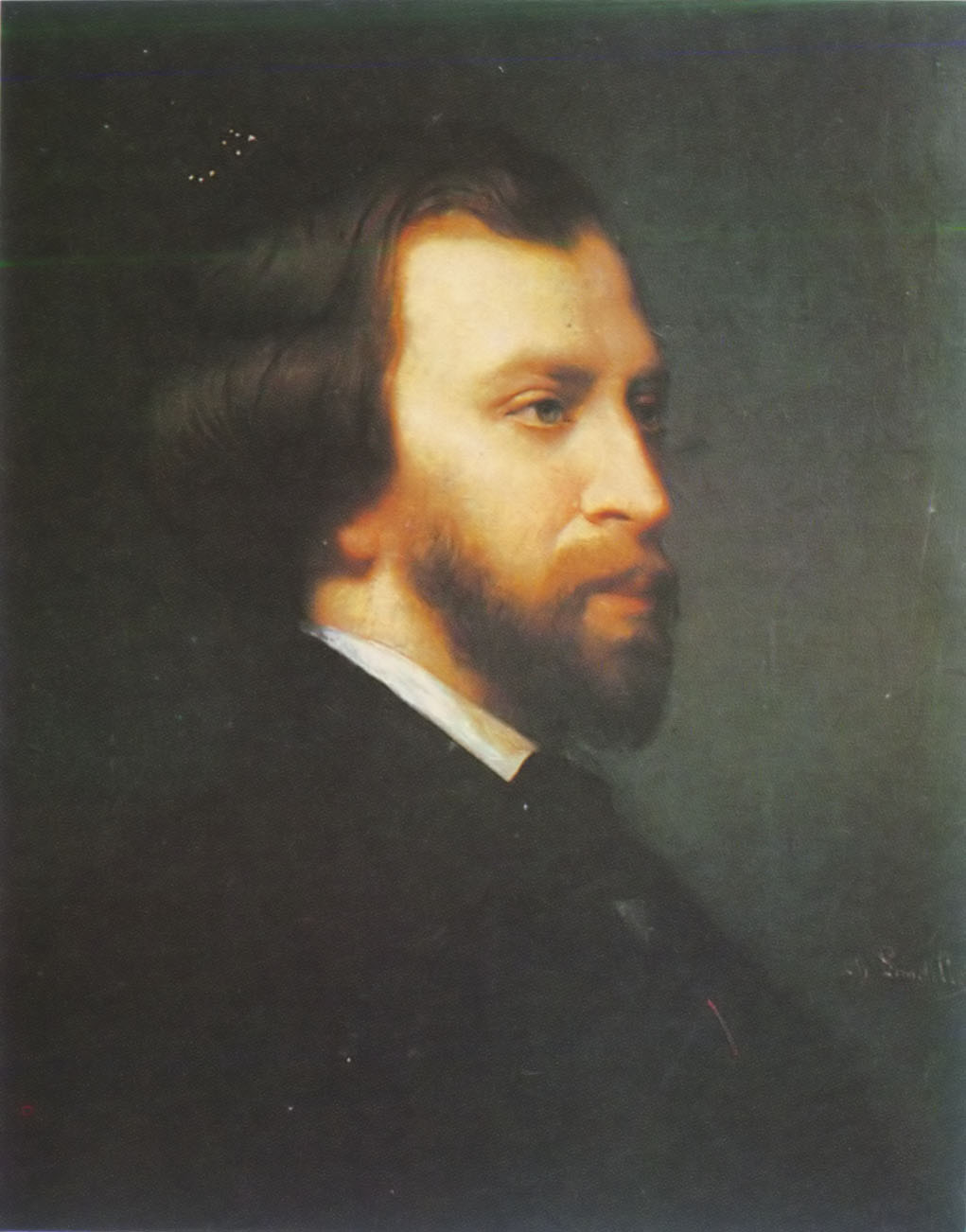
Den franske författaren Alfred de Musset avled den 2 maj, 46 år gammal.

- Den franske författaren Alfred de Musset avled den 2 maj, 46 år gammal.2 maj – Alfred de Musset, 46, fransk författare.
- 7 maj – Johann Smidt, 83, tysk politiker.
- 8 maj – Johann Adam von Seuffert, 63, tysk jurist.
- 11 maj
  - Stephen Adams, 49, amerikansk politiker.
  - Gustav Simon, 46, tysk dermatolog.
- 14 maj – Jacob Niclas Ahlström, 51, svensk dirigent och kompositör.
- 16 maj – Vasilij Tropinin, 81, rysk målare.
- 21 maj – Catherine Bagration, 73, rysk furstinna och skönhetsikon, värd för en politisk salong.
- 23 maj – Augustin Louis Cauchy, 67, fransk matematiker.
- 25 maj – Andrew Butler, 60, amerikansk demokratisk politiker och jurist, senator 1846–1857.
- 26 maj – James Bell, 52, amerikansk politiker, senator 1855–1857.
- 27 maj – George Anson, 59, brittisk militär och politiker.
- 29 maj – Agustina de Aragón, 71, spansk nationalhjältinna.

#### Juni
- 23 juni – Christian Molbech, 73, dansk historiker, utgivare av historiska källskrifter, kritiker med mera.

### Tredje kvartalet

#### Juli
- 19 juli – Stefano Franscini, 60, schweizisk statistiker och politiker.
- 29 juli – Charles Lucien Bonaparte, 54, fransk naturalist och ornitolog.

#### Augusti
- 3 augusti – Eugène Sue, 53, fransk författare.

#### September
- 2 september – Benjamin Ruggles, 74, amerikansk politiker, senator 1815–1833.
- 5 september – Auguste Comte, 59, fransk filosof, grundare av positivismen.
- 15 september – John Henderson, 60, amerikansk politiker, senator 1839–1845.

### Fjärde kvartalet

#### Oktober
- 28 oktober – Louis Eugène Cavaignac, 55, fransk general och statsman, franska ministerrådets president 28 juni–20 december 1848.

#### November
- 3 november – William Fitzwilliam Owen, 84, brittisk sjömilitär och kartograf.
- 15 november – James Hamilton Jr., 71, amerikansk politiker, guvernör i South Carolina 1830–1832.
- 18 november – John Fleming, 72, brittisk zoolog.
- 21 november – Horatio Seymour, 79, amerikansk politiker, senator 1821–1833.
- 23 november – Józef Dwernicki, 78, polsk militär.
- 24 november – Sir Henry Havelock, 62, brittisk militär.
- 25 november – James G. Birney, 65, amerikansk politiker och abolitionist.
- 26 november – Joseph von Eichendorff, 69, tysk författare.

#### December
- 24 december – Robert C. Nicholas, amerikansk demokratisk politiker, senator 1836–1841.

### Okänt datum
- Elizabeth Philpot, brittisk fossilsamlare och paleontolog.

### Fotnoter
1. ↑  Terra Scaniae Arkiverad 3 mars 2016 hämtat från the Wayback Machine.
2. 1 2  ”USA:s militära insatser i utlandet 1798-2004”. Arkiverad från originalet den 9 december 2013. https://web.archive.org/web/20131209174005/http://www.history.navy.mil/library/online/forces.htm. Läst 30 januari 2011.